# Cloaking
Cloaking (eller black hat cloaking) er en teknik til søgemaskineoptimering, hvor der vises ét resultat for almindelige besøgende og et andet resultat for søgemaskinernes crawlere. Normalt identificeres søgemaskinernes crawlere på deres IP-adresse, user agent navn eller en kombination heraf.
Teknisk set er cloaking det samme som personificering eller geo-targeting. Forskellen er alene intentionen[kilde mangler].
Cloaking strider mod nogle søgemaskiners guidelines til webmastere. Google har altid haft en stram politik imod cloaking[kilde mangler]. Yahoo og Microsoft har omvendt altid haft en lidt mere løs politik på området[kilde mangler].
Der er ingen lovgivning i Danmark, der forbyder cloaking.